# Pax Britannica

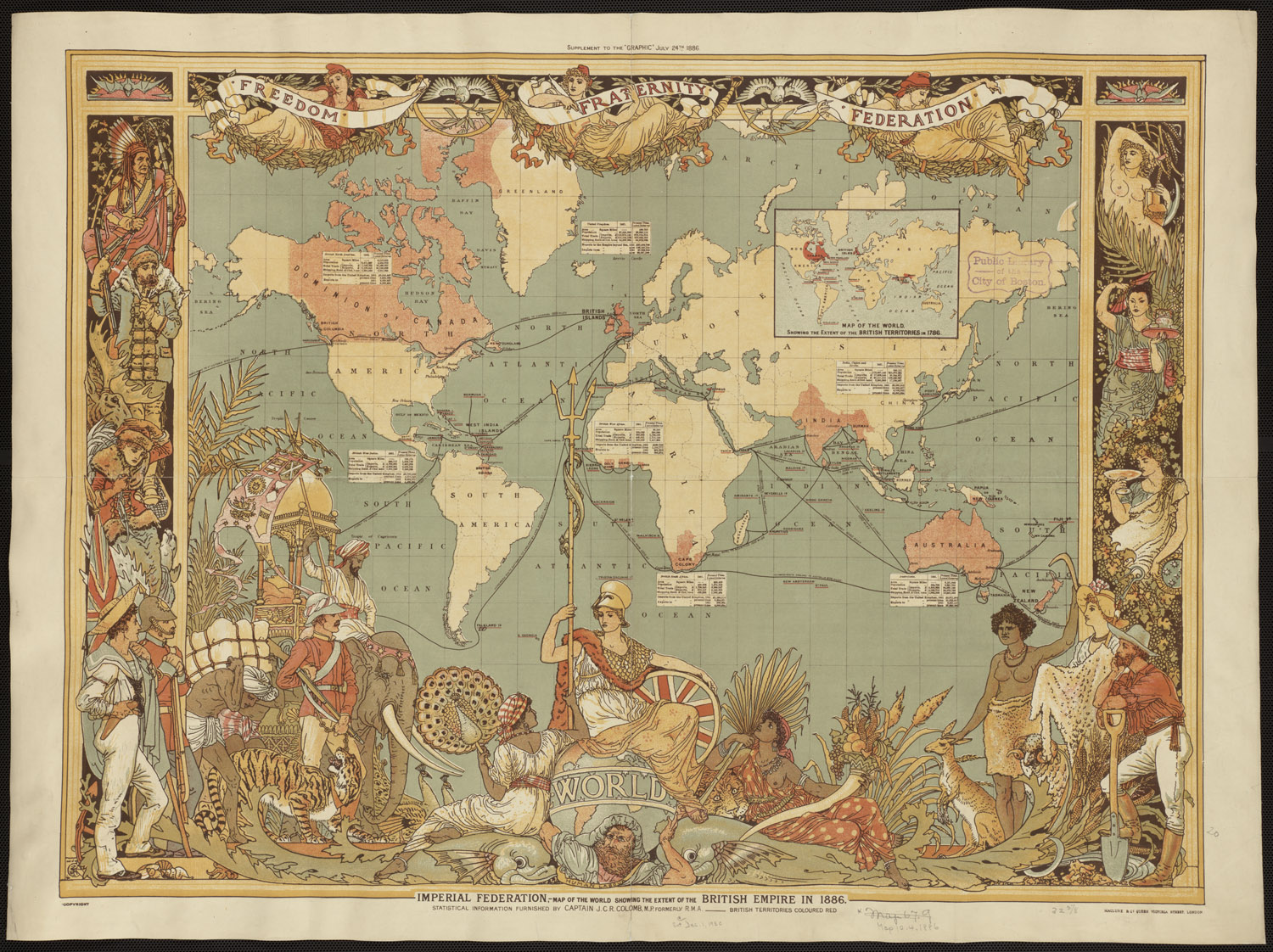
Het Britse Rijk in 1886

Pax Britannica is Latijn voor Britse vrede en refereert aan de Pax Romana in de oudheid. Het is een periode van relatieve vrede die ongeveer loopt van 1815 (de veldslag bij Waterloo) tot het begin van de Eerste Wereldoorlog. Door de voortaan onbetwiste controle van het Britse Rijk over de zeevaartroutes en een gecontroleerd evenwicht op het Europese vasteland gingen Europa en de rest van de wereld een relatief vreedzame periode tegemoet. Groot-Brittannië beheerste ook economisch de wereldmarkt en paste een vooral informeel kolonialisme toe, ook imperialisme genoemd, zoals in China. Militaire tussenkomsten om de orde te herstellen, waren beperkt van aard, bij gebrek aan een sterke tegenstander.  
De Pax Britannica verzwakte aan het einde van de 19e eeuw mede door opkomst van de natiestaten Duitsland en Italië. Ook de industrialisatie van Duitsland en de Verenigde Staten droeg bij aan het afnemen van de Britse overmacht.

## Enkele Britse tussenkomsten (na Trafalgar en Waterloo)
- 1818 in India
- 1854 in Griekenland
- 1854-1855, Krimoorlog
- 1860 in China